# Hart, Bobrovîțea
Hart (în ucraineană Гарт) este un sat în comuna Șceasnivka din raionul Bobrovîțea, regiunea Cernihiv, Ucraina.

## Demografie
Componența lingvistică a localității Hart
     Ucraineană (100%)
Conform recensământului din 2001, toată populația localității Hart era vorbitoare de ucraineană (100%).